# Mortágua (freguesia)
A Freguesia de Mortágua foi uma freguesia portuguesa do Município de Mortágua, com 25,93 km² de área e 2 793 habitantes (2011), e, por isso, uma densidade populacional de 107.7 hab/km².
A Freguesia de Mortágua foi extinta (agregada) pela reorganização administrativa de 2012/2013, tendo o seu território sido agregado ao das Freguesias de Vale de Remígio, de Cortegaça e de Almaça para criar a freguesia de Mortágua, Vale de Remígio, Cortegaça e Almaça.

## População
| População da freguesia de Mortágua | População da freguesia de Mortágua | População da freguesia de Mortágua | População da freguesia de Mortágua | População da freguesia de Mortágua | População da freguesia de Mortágua | População da freguesia de Mortágua | População da freguesia de Mortágua | População da freguesia de Mortágua | População da freguesia de Mortágua | População da freguesia de Mortágua | População da freguesia de Mortágua | População da freguesia de Mortágua | População da freguesia de Mortágua | População da freguesia de Mortágua |
| ---------------------------------- | ---------------------------------- | ---------------------------------- | ---------------------------------- | ---------------------------------- | ---------------------------------- | ---------------------------------- | ---------------------------------- | ---------------------------------- | ---------------------------------- | ---------------------------------- | ---------------------------------- | ---------------------------------- | ---------------------------------- | ---------------------------------- |
| 1864                               | 1878                               | 1890                               | 1900                               | 1911                               | 1920                               | 1930                               | 1940                               | 1950                               | 1960                               | 1970                               | 1981                               | 1991                               | 2001                               | 2011                               |
| 1 145                              | 1 283                              | 1 443                              | 1 451                              | 1 613                              | 1 821                              | 2 150                              | 2 235                              | 2 492                              | 2 616                              | 2 506                              | 2 505                              | 2 694                              | 2 797                              | 2 793                              |

| Distribuição da População por Grupos Etários | Distribuição da População por Grupos Etários | Distribuição da População por Grupos Etários | Distribuição da População por Grupos Etários | Distribuição da População por Grupos Etários | Distribuição da População por Grupos Etários | Distribuição da População por Grupos Etários | Distribuição da População por Grupos Etários | Distribuição da População por Grupos Etários | Distribuição da População por Grupos Etários |
| -------------------------------------------- | -------------------------------------------- | -------------------------------------------- | -------------------------------------------- | -------------------------------------------- | -------------------------------------------- | -------------------------------------------- | -------------------------------------------- | -------------------------------------------- | -------------------------------------------- |
| Ano                                          | 0-14 Anos                                    | 15-24 Anos                                   | 25-64 Anos                                   | > 65 Anos                                    |                                              | 0-14 Anos                                    | 15-24 Anos                                   | 25-64 Anos                                   | > 65 Anos                                    |
| 2001                                         | 343                                          | 391                                          | 1 485                                        | 578                                          |                                              | 12,3%                                        | 14,0%                                        | 53,1%                                        | 20,7%                                        |
| 2011                                         | 336                                          | 302                                          | 1 453                                        | 702                                          |                                              | 12,0%                                        | 10,8%                                        | 52,0%                                        | 25,1%                                        |

Média do País no censo de 2001:  0/14 Anos-16,0%; 15/24 Anos-14,3%; 25/64 Anos-53,4%; 65 e mais Anos-16,4%
Média do País no censo de 2011:   0/14 Anos-14,9%; 15/24 Anos-10,9%; 25/64 Anos-55,2%; 65 e mais Anos-19,0%

## Património
- Pelourinho de Mortágua
- Busto de Tomás da Fonseca

## Personalidades ilustres
- Senhor de Mortágua